# Бајачево
Село Бајачево се налази у општини Трговиште у Бугарској. Према подацима од 21. јула 2005. године има 932 становника.